# Racotis neonephria
Racotis neonephria är en fjärilsart som beskrevs av Louis Beethoven Prout 1935. Racotis neonephria ingår i släktet Racotis och familjen mätare. Inga underarter finns listade.